# Best New Horror 2
Best New Horror 2 är den andra volymen i antologiserien med samma namn. Den publicerades 1991 på det brittiska bokförlaget Robinson och i USA på Carroll & Graf. Stephen Jones och Ramsey Campbell var redaktörer.
Vissa av novellerna har prisbelönats; se nedan.

## Innehåll
- "Introduction: Horror in 1990" av Ramsey Campbell och Stephen Jones
- "The First Time" av K. W. Jeter
- "A Short Guide to the City" av Peter Straub
- "Stephen" av Elizabeth Massie (Stoker Award 1990)[1]
- "The Dead Love You" av Jonathan Carroll
- "Jane Doe #112" av Harlan Ellison
- "Shock Radio" av Ray Garton
- "The Man Who Drew Cats" av Michael Marshall Smith (British Fantasy Award 1991)[2]
- "The Co-op" av Melanie Tem
- "Negatives" av Nicholas Royle
- "The Last Feast of Harlequin" av Thomas Ligotti
- "1/72nd Scale" av Ian R. MacLeod
- "Cedar Lane" av Karl Edward Wagner
- "At a Window Facing West" av Kim Antieau
- "Inside the Walled City" av Garry Kilwroth
- "On the Wing" av Jean-Daniel Brèque
- "Firebird" av J. L. Comeau
- "Incident on a Rainy Night in Beverly Hills" av David J. Schow
- "His Mouth Will Taste of Wormwood" av Poppy Z. Brite
- "The Original Dr Shade" av Kim Newman (British Science Fiction Award 1990)[3]
- "Madge" av D. F. Lewis
- "Alive in Venice" av Cherry Wilder
- "Divertimento" av Gregory Frost
- "Pelts" av F. Paul Wilson
- "Those of Rhenea" av David Sutton
- "Lord of the Land" av Gene Wolfe
- "Aquarium" av Steve Rasnic Tem
- "Mister Ice Cold" av Gahan Wilson
- "On the Town Route" av Elizabeth Hand
- "Necrology: 1990" av Stephen Jones och Kim Newman